# كين ماينارد
كين ماينارد (بالإنجليزية: Ken Maynard) هو موسيقي وممثل أمريكي، ولد في 21 يوليو 1895 في الولايات المتحدة، وتوفي بنفس المكان في 23 مارس 1973.

## وصلات خارجية
- كين ماينارد على موقع IMDb (الإنجليزية)
- كين ماينارد على موقع ميوزك برينز (الإنجليزية)
- كين ماينارد على موقع أول موفي (الإنجليزية)
- كين ماينارد على موقع قاعدة بيانات الأفلام السويدية (السويدية)
- كين ماينارد على موقع إن إن دي بي (الإنجليزية)
- كين ماينارد على موقع قاعدة بيانات الفيلم (الإنجليزية)